# Can Barceló (Vilobí d'Onyar)
Can Barceló és un mas tradicional que ha sofert algunes modificacions que han alterat la seva fesomia original, situat al municipi de Vilobí d'Onyar (Selva). És un edifici que forma part de l'Inventari del Patrimoni Arquitectònic de Catalunya.

## Descripció
La casa principal és una construcció de dues plantes i golfes amb vessants a laterals. A la seva dreta hi ha adossada una edificació de datació posterior. La façana principal presenta portal adovellat i finestres amb llinda monolítica amb motiu ornamental de fulla de roure a la planta noble. La finestra central ha estat reconvertida en porta i té un balcó amb barana de ferro forjat. També s'observa un rellotge de sol senzill pintat. A la dreta hi ha una obertura simple amb reixa de ferro i el pou d'aigua encastat al mur. Al nivell de les golfes hi ha dues finestres balconeres d'arc de mig punt. El parament està acabat amb una cornisa esglaonada. Tot i que té dos cossos adossats a banda i banda, s'han deixat vistos els carreus de pedra cantoners. A l'interior es manté l'estructura i els elements originals. Els forjats són d'embigat de fusta, les portes emmarcades amb pedra, la majoria dels terres són de toves i manté l'escala de pedra.
A la dreta hi ha un cos construït a finals del segle xix, d'una sola planta, destinat a habitació dels amos. Es tracta d'una construcció força senzilla amb un portal central i una gran finestra a cada banda amb reixa de ferro treballada i un acabament amb cornisa horitzontal recta, que amaga la teulada de vessants a façana. A l'interior els acabats recorden als d'una casa d'estiueig de final del XIX principis del xx. El parament és enguixat amb algunes motllures i sanefa pintada al mur i el terra és de mosaic hidràulic decoratiu. Es conserva l'alcova principal amb motllures de fusta. Al costat esquerre hi ha un gran garatge i, tot seguit, trobem l'era circular amb muret perimetral, característica d'aquesta zona, que té la data de 1892 a dues de les toves del paviment. A la part posterior hi ha un pati tancat i les dependències de servei.

## Història
Aquest mas es troba documentat en el capbreu de 1338 del Castell de Vilobí d'Onyar, on hi consta Arnau Barceló com a home lliure. L'edifici principal data del segle xvi i XVII. Segons consta en els plànols que es conserven a la casa, l'any 1898 el propietari era Pio Reitg que és qui va fer l'era. L'any 1946 el pare de l'actual propietari va fer una reforma important. Es va remodelar la façana amb l'afegit del balcó, es va pujar l'alçada de les golfes hi s'hi van fer les obertures i l'acabament de la cornisa. L'any 1976 es van eliminar els contraforts del mur de l'esquerra i es van ampliar les quadres per convertir-ho en un garatge. La casa annexa es va fer als anys 1890 com a habitatge de l'amo per passar-hi temporades. L'any 1978 es va reformar com a habitatge dels actuals propietaris. Des de l'any 1998 la casa es dedica al turisme rural i s'hi han fet reformes afegint banys a les cambres.